# Xrise
Xrise株式会社（クロスライズ、Xrise Co,. Ltd.）は、日本の芸能事務所、および映像制作会社。所在地は東京都中央区日本橋蛎殻町。

## 概要
2009年設立。俳優・タレントのマネジメントおよび育成のほか、キャスティング事業・映像制作事業を行っている。
フィルム・コミッションに取り組んでいる静岡県小山町に静岡支社を設置。活発なフィルムコミッション活動に取り組む地域性を活かし、地域住民がドラマ・映画等の出演に積極的に環境を作り出すことを目指した活動もしている。

## 沿革
- 2007年 - 約100社の芸能プロダクション協力のもとキャスティング事業を開始
- 2009年3月 - プロダクション事業開始にともない、アイリンク株式会社を設立
- 2011年 - 事業拡大に伴い、エルプリメント新宿508号に移転
- 2012年5月 - 資本金を1000万円に増資
- 2012年7月 - 静岡県小山町フィルムコミッションと連携をとり、地域住民が積極的に映画・ドラマに出演できる環境づくりを目指し「アイリンク静岡支部」を設立
- 2014年10月 - 映画・CM制作機関としてクリエイティブ事業を開始
- 2015年 - 音楽事業を開始
- 2016年 - フリーランスで芸能活動をする人のための『フリータレント支援企画』を開始
- 2017年1月 - 業務拡大に伴い、同ビル312号に移転
- 2021年7月 - 株式会社Persimmon Partnersが100％株主となり、同社代表取締役の巣山貴裕が代表取締役に就任
- 2021年12月 - 合同会社BIG TREEと業務提携[2]
- 2021年12月 - 当社を存続会社とし、親会社である株式会社Persimmon Partnersと吸収合併を実施
- 2023年8月 - Xrise株式会社（呼称:クロスライズ）に社名変更
- 2023年9月 - 業務拡大に伴い、東京都中央区日本橋蛎殻町に移転
- 2024年9月 - KIRARI Pharmacy株式会社の発行済み株式全部を取得し子会社化

## 主な所属

### 男性
- 泰江和明
- 松波優輝
- 笠原吟太
- 植草涼介
- 間中颯良
- 間中斗環
- 萩原日向
- 池谷類
- 白浜樹
- 荒井浩次
- 太田皆人
- 井上正樹
- 山田篤史
- 近藤三郎
- 川畑亮
- 可児明
- 高取良典
- 高山トンガ
- 山田篤史

### 女性
- 御守花凜
- 深井ねがい（元SKE48）
- 本藤玲那
- 替地桃子
- 上村結羽
- 末國萌
- 滝瀬妃夏
- 宮尾緑
- 飯島優花
- 佐藤樹生
- 小笠原千理
- 和希優美
- 石井ひとみ
- 寺山葵

### 映画監督・作曲家
- 山口ヒロキ
- 犬童一利

## 過去の所属
- 秦野敦崇
- 今野哲治
- 山崎丹奈
- 市川九團次
- 志波景介
- 吉田日向
- アイリーン
- いけながあいみ
- 高橋茉琴
- 綾阪千(AYA1000RR)
- 中野佑香

## 事業部
- プロダクション事業部
  - マネージメント第1部、マネージメント第2部、新人開発部
- キャスティング事業部
- クリエイティブ事業部